# Təzəkənd (Şərur)
Təzəkənd è un comune dell'Azerbaigian situato nel distretto di Şərur.